# Interstiz
Das Interstiz (lateinisch interstitium von inter (zu deutsch zwischen) und stare (zu deutsch stehen)) bezeichnet die Zeit der Unterbrechung der Zugehörigkeit von Ordensleuten zu einer Ordensgemeinschaft. Es handelt sich um eine Rechtsform, die vorübergehend das Leben außerhalb der Ordensgemeinschaft gestattet. Das Rechtsverhältnis zwischen dem Ordensmitglied und dem Orden bleibt dabei bestehen, soweit die Abwesenheit von der Ordensgemeinschaft selbst davon nicht betroffen ist. Das Interstiz kann auf Wunsch eines Ordensmitglieds stattfinden oder regelmäßiger Bestandteil der Ausbildung von Ordensleuten sein.
Im Jesuitenorden ist mit dem Begriff Interstiz eine Unterbrechung der Studien gemeint. Nach zwei oder drei Jahren Philosophiestudium folgt eine zweijährige praktische Tätigkeit, daran schließt sich das Studium der Theologie an. Das Interstiz (auch Magisterium genannt) wird oft im Bereich der Jugendarbeit, in Werken des Ordens oder in der Sozialarbeit geleistet, dies kann in der Heimatprovinz oder in einer anderen Provinz geschehen. 
Das entsprechende englische Wort interstice wird darüber hinaus auch in der Bedeutung Zwischenraum oder Lücke verwendet.